# ツイン・ピークス
『ツイン・ピークス』（原題：Twin Peaks）は、1990年 - 1991年、2017年に放送された、米国のテレビドラマである。
本項においては便宜上、1990年 - 1991年放送分をオリジナル・シリーズ、2017年放送分をリミテッド・イベント・シリーズと呼称する。

## 概要
ツイン・ピークスという架空の土地を舞台とする群像劇である。殺人事件の謎を中心に据えつつ、様々な物語が同時進行する。その内容は性道徳の崩壊や違法薬物の氾濫といった現実の社会問題から、メロドラマ、コメディ、古典の引用、果ては超常現象まで多岐に渡る。しかしながら、あらゆる題材はブラックロッジとホワイトロッジの葛藤へと集約される点で一致している。
オリジナル・シリーズはABCにて、1990年4月8日から1991年6月10日にかけて放送された。序章（試作版にして、実質上の第1話）、ファースト・シーズン7話、セカンド・シーズン22話の全30話からなる。1950年代の古きよき米国を連想させる意匠と茫漠とした自然描写が特徴である。基本として、劇中の1日が1話分に相当する。
リミテッド・イベント・シリーズは、ショウタイムにて2017年5月21日から9月3日にかけて全18話を放送した。オリジナル・シリーズの25年後を舞台とする。その物語はツイン・ピークスに留まらず、全米各地において展開する点に特徴がある。
日本においては、どちらのシリーズもWOWOWが放送している。オリジナル・シリーズは、1991年4月、WOWOWの開局記念番組として本邦初公開となった。1992年10月からは、TBSにおいても地上波放送がなされた。リミテッド・イベント・シリーズは『ツイン・ピークス The Return』の邦題で、2017年7月1日の先行放送を経て7月22日から放送された。本放送直前の7月12日には主演のカイル・マクラクランが来日の上、宣伝活動にあたった。
『ツイン・ピークス』はその革新的作劇をもって、今日に至るまで世界規模の支持を不動としている。オリジナル・シリーズは、放送開始と同時に21.7%の視聴率、33%のチャンネル占拠率を記録して全米の視聴者を釘付けにした。その爆発的人気は世界各国に飛火し、放送終了後の1992年には『ツイン・ピークス/ローラ・パーマー最期の7日間』（原題：Twin Peaks：Fire Walk with Me）として映画化されるほどであった。(実際には視聴率低下による打ち切りのような形であるが、監督の熱意から劇場版制作に至った)以後、リミテッド・イベント・シリーズとしての復活まで『ツイン・ピークス』は沈黙する。にもかかわらずその間もなお、撮影地のワシントン州スノカルミーを見学するツアーや、出演者とファンの交流会が途絶える事はなかった。この根強さは、『ツイン・ピークス』への支持が決して一過性の熱狂にとどまらない事実を証明するものである。加えて、オリジナル・シリーズの再放送などで未だに新世代のファンを開拓している。

## あらすじ

### オリジナル・シリーズ
プロローグ
ツイン・ピークスは、米国・ワシントン州の田舎町である。その地名はホワイト・テールおよびブルー・パインという、2つの山によって抱かれる地形に由来する。米国/カナダ国境の南方・8キロメートル、ワシントン/モンタナ州境の西方・20キロメートルに位置する、のどかな山間の別天地である。
しかし、突如として発生した殺人および暴行事件が、平穏なツイン・ピークスを一転して震撼させる。2月24日の朝、ローラ・パーマーという地元の女子高校生が、透明シートに全裸のままで覆われた姿で、失血死による他殺体となって発見されたのである。
その上、やはり地元高校に通学するロネット・ポラスキーという少女が錯乱状態のうちに保護される。その肉体には、性的暴行の痕跡が認められた。
序盤
FBIフィラデルフィア支局のデイル・クーパー特別捜査官は、1年前にツイン・ピークスの南西に位置する田舎町で発生した未解決の『テレサ・バンクス殺害事件』との間にも、共通の犯行手口を発見し、一連の事件は同一犯による犯行であると推理する。捜査を開始したクーパーは、ローラの死体の爪の下から"R"とタイプされた紙片を発見する。
クーパーの捜査によりまもなく、ローラが二重生活を送っていたことが明らかになる。彼女はフットボール部のキャプテンで恋人のボビー・ブリッグスの他に、バイカーのジェームズ・ハーリーと関係を持っていた。さらに、地元のトラック運転手レオ・ジョンソンやポン引きの麻薬業者ジャン・ルノーの助けで売春を行っていたばかりか、ボビーを恐喝してジャンの麻薬ビジネスに引き込み、自身もコカイン中毒になっていた。
捜査開始の矢先、クーパーは奇妙な幻影を睡眠中に見る。それは何処とも知れない“赤い部屋”が登場する支離滅裂な夢であった。しかしながら、第6感を重視するクーパーはその夢こそが事件解決の手がかりとなる事を直感する。
一方、ローラの親友ドナ・ヘイワードは、ローラのいとこマディ・ファーガソンの協力を得て、生前彼女に夢中になっていたという精神医学者ローレンス・ジャコビー博士の調査を開始する。ジャコビーは無実であると判明し、彼のアパートメントに押し入るという計画は、ジャコビーが公園で襲撃され入院したことで終了した。彼には燃えるオイルのにおい以外襲撃の記憶は残っていなかった。
ツイン・ピークス一の富豪であるベンジャミン・ホーンは町の製材所を封鎖して、経営者のキャサリン・マーテルを殺害する計画の最終段階に入っており、安い値段で土地を買って町で一番の経済力を確固たるものにしようと企てていた。ベンジャミンの娘で問題児のオードリー・ホーンは、クーパーに恋して彼の関心を得ようと、ローラ殺人事件の解決に協力して町じゅうで聞き込みを始める。
“赤い部屋”の夢を暗号とみなすクーパーは、その解読によって事件の謎を明らかにしていくが、その行為はツイン・ピークスの平穏を破壊するものでもあった。別天地の住民と思われたツイン・ピークスの人々は、その実、様々な秘密を抱え込んでいたのである。

### リミテッド・イベント・シリーズ
デイル・クーパーが夢に見た、何処とも知れぬ“赤い部屋”は、実在の空間であった。その“赤い部屋”へと、クーパーはついに足を踏み入れる。そこに待ち受けていたのは、殺害されたはずのローラ・パーマーであった。ローラは、“25年後に、また会いましょう”と、クーパーに告げる。
25年後、サウス・ダコタ州バックホーンにて、殺人事件が発生する。被害者はこの3日間、消息を絶っていた図書館司書のルース・ダヴェンポートで、アローヘッド通1349の自宅アパートにて、頭部のみの腐乱死体が発見された。
ダヴェンポートの頭部は、寝室のベッドに安置されていた。しかし、ベッドにあったのはそればかりではなく、ダヴェンポートの胴体に代わって、中年男性の死体が横たえられていた。こちらは、頭部を切断された胴体のみの全裸体であった。事件現場の1室は、発見当時、密室状態にあった。
時を同じくして、クーパーは依然留まり続ける“赤い部屋”にて、ローラとの再会を25年ぶりに果たす。すでに故人でありながら、ローラはクーパーと同様に、25年分の年齢を重ねていた。本人によれば、“私は死んだ。でも、生きている”という。そしてローラはクーパーに、“あなたは、もう出て行ける”と告げる。

## オリジナル・シリーズ

### 主な登場人物

#### FBIフィラデルフィア支局
デイル・バーソロミュー・クーパー
演：カイル・マクラクラン 吹替：原康義
特別捜査官。
オールバックの黒髪に黒一色のスーツという、隙のない出で立ちが特徴である。独身であるものの、左手の小指に金色の指輪を着けている。加えて、懐にはいつも小型のカセット・テープ・レコーダーを携帯している。これは捜査活動などの現状を、逐一記録するためである。録音の際には、必ずと言っていいほど“ダイアン”と呼びかける。
捜査活動においては物証に加えて、直感を重視する。睡眠中の夢や、幻影に宿る真理を信じている。
ブラックコーヒーが1番の好物。中でも、思わず吐き出してしまうほど熱々のものが“すげえうまい”らしい。その一方で大の甘党でもある。ドーナツやチェリー・パイには目がない。
その言動は、FBIの正義を体現するかのように公明正大である。推理力に長けて、人間関係の機微にも精通する。その一方で、私人としてはツイン・ピークスの人情や雄大な自然に対して、去りがたいほどの愛着を覚えている。
後述の『クーパーは語る』によれば、1954年4月19日、ペンシルヴェニア州フィラデルフィアにて生を受けた。兄にエメットがいる。
幼少時代から、睡眠などを介して不可思議な幻視を体験してきた。その性質は、どうやら母親からの遺伝らしい。
1969年11月15日、15歳の時に母親が脳動脈瘤の破裂によって死亡。現在着用する指輪は、亡母の遺品にあたる。
母親の死後、3年間の放浪生活を経て1973年8月21日、フィラデルフィア郊外のヘイヴァフォード・カレッジに進学する。FBIへの入局は1977年9月1日である。
アルバート・ローゼンフィールド
演：ミゲル・フェラー 吹替：江原正士
特別捜査官。
鑑識の専門家である。その鑑識能力は申分ないものの、強烈な皮肉屋ゆえに周囲との摩擦が絶えない。
しかしながらその実態は、マハトマ・ガンディーや、マーティン・ルーサー・キング・ジュニアを敬愛する、非暴力主義者である。
ゴードン・コール
演：デイヴィッド・リンチ 吹替：池田勝
地方捜査主任。
デイル・クーパーおよびアルバート・ローゼンフィールドの上司にあたる。その姓名は『サンセット大通り』の登場人物と同一である。
極度の難聴に冒されている。片耳ばかりでなく両耳にまで補聴器を装着するものの、それでもなお用の足りぬ場合がある。会話の際は、響き渡るほどの大声を発する。
部下に対して全幅の信頼を置く、よき上司である。その一方で漁色の悪癖がある。
ウィンダム・アール
演：ケネス・ウェルシュ 吹替：原田一夫
元・特別捜査官。
在職時は3年に渡ってデイル・クーパーの相棒を務めた。同時に、捜査のいろはをクーパーに伝授した指導者でもある。
捜査活動に加えて、チェスにおいても天才を発揮した。クーパーとは毎日試合をしたものの、ついに敗北しなかった。
4年前に妻のキャロライン（旧姓・パウエル）を亡くして以来、精神病院にある。当時のキャロラインは、ある殺人事件に巻き込まれた重要参考人であった。その警護任務には、相棒のクーパーと共に、ウィンダムが自らあたった。しかし任務の過程において、クーパーとキャロラインが相思相愛となってしまう。その結果警護に隙が生じ、任務は失敗に終わった。キャロライン殺害事件の犯人は現在も逮捕されていない。
後述の『ファイナル・ドキュメント』によれば、14歳にしてチェスのグランドマスターとなった。弱冠・16歳にもかかわらずペンシルヴェニア大学に進学し、わずか2年でこれを卒業する。これだけには飽き足らず、ペンシルヴェニア州立大学にて刑事司法の修士号を取得した。
FBIへの入局は1960年代中盤、キャロラインとの結婚は1974年8月10日の事であった。
デニス・“デニース”・ブライソン
演：デイヴィッド・ドゥカヴニー 吹替：鈴置洋孝（オリジナル・シリーズ）、てらそままさき（リミテッド・イベント・シリーズ）
特別捜査官。
現在はDEAに出向している。本来はデイル・クーパーらと同様、ゴードン・コールの部下にあたる。
女装癖の持主である。1年前DEAでの潜入捜査にあたり女装の必要に迫られた事がそのきっかけとなった。女装によって思いも寄らない安心感を覚えたのである。とはいえ、その実態はあくまでも異性愛者。
捜査活動の必要に応じて服装を使い分け、女装をする際は“デニース”を名乗る。
『クーパーは語る』によれば、キャロライン・アール殺害事件後、現場復帰を遂げたクーパーと初めて共同捜査にあたったのがブライソンであった。

#### ツイン・ピークス保安官事務所
ハリー・S・トルーマン
演：マイケル・オントキーン 吹替：銀河万丈
保安官。
地元の自警組織、ブックハウス・ボーイズの中心人物でもある。
ツイン・ピークスの自然を愛する一方で、その深奥部に得体の知れない邪悪を感じ取っている。公私に渡ってツイン・ピークスの治安維持に尽力するのは、そうした実感ゆえである。
誠実そのものの人柄ゆえに人望が厚い。デイル・クーパーとの初対面においては、一見するなりその人徳を看取した。以来、クーパーとは尊敬と友情によって結ばれる事となる。クーパーが採用する奇想天外な捜査手法に対しても協力を惜しまない。
後述の『シークレット・ヒストリー』および『ファイナル・ドキュメント』によれば、その名前はハリー・S・トルーマン大統領に由来する。ツイン・ピークス高校においてはフットボール部に所属した。チーム名は、ランバージャックス（“樵”の意）である。
父親のフレデリックもまた、ツイン・ピークス保安官事務所の保安官であった。ブックハウス・ボーイズの創立者としても活躍した。
トミー・“ホーク”・ヒル
演：マイケル・ホース 吹替：中田和宏（オリジナル・シリーズ）、仲野裕（リミテッド・イベント・シリーズ）
保安官補。
先住民にして、ブックハウス・ボーイズの一員。
先祖代々の神話・伝承に精通する。それゆえハリー・トルーマンと同様、ツイン・ピークスに潜伏する邪悪の存在を確信している。
特技は追跡。武骨な言動の一方で、文才にも恵まれる。ダイアン・シャピロなる博士と交際しているらしい。
『シークレット・ヒストリー』によれば、ネズ・パース族の出身である。高校時代はランバージャックスの一員にして、ハリーのチームメイトであった。
アンディ・ブレナン
演：ハリー・ゴアス 吹替：幹本雄之
保安官補。
凄惨な事件現場に遭遇すると思わず泣き出してしまうが、一方で思わぬ手柄を挙げる事もある。
特技である描画を生かして、被疑者の似顔絵作成を担当する。
気弱にして優柔不断の性質である。
ルーシー・モラン
演：キミー・ロバートソン 吹替：安達忍
事務員。
受付からコーヒーおよびドーナツの準備まで、様々な雑務を担当する。
アンディ・ブレナンとは恋愛関係にある。ブレナンに対しては颯爽とした言動を期待するものの、事あるごとに裏切られてしまう。その結果、地元のホーンズ・デパートにて紳士服売場を担当するリチャード・“ディック”・トレメインとの間で揺れ動く羽目となる。
グウェンという姉がいる。こちらはすでに結婚している。
悪気はないものの、瑣末な事柄にこだわるあまり会話がどんどん脱線してしまう。

#### パーマー家
ローラ・パーマー
演：シェリル・リー 吹替：高島雅羅
殺人事件の被害者。
ツイン・ピークス高校に通学する17歳の少女である。学園祭においては女王に選出された。校内ばかりでなく、地元住民の誰からも愛される存在であった。
1989年2月23日の深夜に殺害された。死因は大量出血である。その死体は、翌・24日の早朝、ブラック・レイクの湖畔へと漂着したところを発見された。
発見当時は透明のプラスティック・シートに全裸の死体が覆われており、左手・薬指の爪には、“R”の印字がある小型の紙片を挿入されていた。
検死解剖の結果、コカインの常習者であった事実が判明する。さらに殺害の直前、少なくとも3名との間に性交渉を行っていた。
家宅捜索によって押収された日記帳は、事件発生直前の2月23日が最後の記入となっていた。その内容は、“今夜、Jに会うのが心配”というものであった。
後述の『ローラの日記』によれば、生年月日は1972年7月22日である。
リーランド・パーマー
演：レイ・ワイズ 吹替：沢木郁也
ローラ・パーマーの父親。
弁護士として地元企業・ホーン産業の顧問を務める。
祖父の代から3世代に渡ってツイン・ピークスに居住する。
趣味はダンス。ダンス・パーティーへと出かけるばかりでなく、自宅の居間においてもレコードに合わせて踊る事がある。
事件発生直後こそ気丈に振舞っていたものの、徐々に情緒不安定が顕在化していく。それに伴って、ダンスおよび歌に対して異常なまでの執着を示す事となる。
『シークレット・ヒストリー』によれば、45歳である。資産家の1人息子として生を受けた。
1966年、ワシントン大学を首席の成績で卒業した。ホーン産業への勤務は8年に及ぶ。
セーラ・ジュディス・パーマー
演：グレイス・ザブリスキー 吹替：竹口安芸子
ローラ・パーマーの母親。
幻視体験の持主である。とはいえ、妄想の産物というよりは一種の遠隔透視らしい。その傾向は1人娘のローラにも遺伝していたという。
かなりの愛煙家である。その喫煙量ゆえに、健康を心配される事がある。
ローラの死後、情緒不安定に陥る。それに伴って、従来の幻視体験が顕著となる。
『シークレット・ヒストリー』および『ファイナル・ドキュメント』によれば、旧姓はノヴァクである。ワシントン州ベルヒュー にて生を受けた。事件発生当時は44歳である。
1943年、一家揃ってニュー・メキシコ州ロスアラモスに移住する。国防総省の下請業者としてマンハッタン計画に従事する父親の都合であった。
1956年8月6日、自宅の寝室にて突然意識不明に陥る。両親によって発見された直後無事回復したものの、失神の原因は不明のままであった。時を同じくして、地元のAMラジオ局においても不可解な殺人事件が発生している。
その後、ワシントン大学にて政治学を専攻する。同時に、のちの夫・リーランドとの邂逅も果たす事となる。リーランドとの結婚生活は21年に及ぶ。
マデリーン・“マディ”・ファーガソン
演：シェリル・リー 吹替：高島雅羅
ローラ・パーマーのいとこ。
黒髪と眼鏡を除けば、ローラの生き写しである。
ローラの葬儀を手伝うためにツイン・ピークスを訪問する。その後もリーランドとセーラを慰撫すべくパーマー家に留まる。
住所はモンタナ州ミズーラである。仕事をしながらアパートにて独居しているらしい。
ローラとは容貌の相似もあって、心が通い合っていた。事件発生前日にも虫の知らせがあったという。その胸騒ぎを看過できなかった事が、ツイン・ピークス訪問につながった。
『ローラの日記』によれば、ローラの4歳年長にあたる。

#### ブリッグス家
ロバート・“ボビー”・ブリッグス
演：ダナ・アシュブルック 吹替：二又一成
ローラ・パーマーの交際相手。
ローラとの交際は、もはや双方の両親が公認するものである。事件当夜もまた、ローラと共に午後9時30分頃まで自宅にて過ごしていた。しかしながら、その本心はすでにローラの生前からすれ違いつつあった。
ツイン・ピークス高校においてはフットボール部に所属する。花形選手であるものの、必ずしも練習熱心ではない。代わって、悪友のマイク・“スネーク”・ネルソンと共にコカインの密売人として暗躍している。
激情家である。逆上すると暴力に訴える事も珍しくない。その立ちまわりは時に狡猾でもある。しかしながら心底においては、10代の少年らしい繊細な一面を隠し持っている。
『ローラの日記』によれば、ローラとの交際は14歳の時からである。
ガーランド・ブリッグス
演：ドン・S・デイヴィス 吹替：辻村真人
ボビー・ブリッグスの父親。
空軍少佐として、国家機密にあたる重要任務である、外宇宙由来の電波観測に従事する。それゆえに、仕事の内容については家族にさえ口外できない。
任務の特性上、前触もなく音信不通となる事が珍しくないが、妻のベティとは変わらぬ信頼と愛情によって結ばれている。
慈愛に満ちた理性的人物である。反抗的態度のボビーとも、忍耐強く対話を試みる。
『シークレット・ヒストリー』および『ファイナル・ドキュメント』によれば、代々のカトリック教徒である。大学においては、構造工学および建築を専攻した。
1982年、ボビーが12歳の時、ワシントン州スポケーンのフェアチャイルド空軍基地から、ツイン・ピークスのリスニング・ポスト・アルファへと赴任する。リスニング・ポスト・アルファは、その正式名称をSETIアンテナアレイ7-1という。高精度の情報収集用アンテナを有する電波観測施設である。ツイン・ピークスを包囲するゴーストウッド国有林の中でも、人里離れた山頂に位置する。そのアンテナ群は外宇宙ばかりでなく、ツイン・ピークスの森林をも監視対象とする。

#### ヘイワード家
ドナ・マリー・ヘイワード
演：ララ・フリン・ボイル 吹替：高山みなみ
ローラ・パーマーの幼馴染にしてクラスメイト。
3姉妹の長女である。妹にハリエットとガースティンがいる。
ツイン・ピークス高校においては、ボビー・ブリッグスの悪友にして、レスリング部員のマイク・“スネーク”・ネルソンと交際している。
思慮深い性質である。ローラとは1番の親友であったが、一方で自由奔放なローラに対して愛憎半ばする羨望を抱いていた。ローラの死が秘めてきたコンプレックスを徐々に顕在化させる事となる。
ウィル・ヘイワード
演：ウォーレン・フロスト 吹替：村松康雄
ドナ・ヘイワードの父親。
医師として地元のカルフーン記念病院に勤務する一方で、ツイン・ピークス保安官事務所の嘱託医を兼務している。
地元住民にあっては、ウィルによって取り上げられた者も少なくない。ローラ・パーマーもまた、その一人であった。それもあってパーマー家とは家族ぐるみの交際を続けている。
私生活においては、よき家庭人である。車椅子生活の妻・アイリーンをいつも気にかけている。
その性質は温厚そのものであるが、一旦逆上すると激情に駆られて暴力も厭わない。

#### ハーリー家
ジェームズ・ハーリー
演：ジェームズ・マーシャル 吹替：竹村拓（オリジナル・シリーズ）、 水島裕（リミテッド・イベント・シリーズ）
ローラ・パーマーのクラスメイトにして秘密の交際相手。
この2ヶ月間コカイン常習者のローラを更生させるべく、クラスメイトのドナ・ヘイワードと共に尽力してきた。ドナと惹かれ合っている。
バイカーにして、ブックハウス・ボーイズの一員である。それゆえ、未成年であるもののツイン・ピークス保安官事務所の捜査活動に協力する事もある。
ミュージシャンの父親を持ち、本人もギターの演奏を得手としている。“Just You”という自作曲がある。母親は作家。しかしながら、現在は両親共、故あってツイン・ピークスにない。
よく言えば純粋、悪く言えば優柔不断の性質である。バイクを愛するのは逃避願望ゆえでもある。
『シークレット・ヒストリー』によれば、両親の名前はビリーとスーザンである。
エド・ハーリー
演：エヴェレット・マッギル 吹替：若本規夫
ジェームズ・ハーリーの伯父。
不在の両親に代わってジェームズを養育する。その一方で、ブックハウス・ボーイズの一員としてツイン・ピークス保安官事務所の捜査活動に協力している。
本業は、“ビッグ・エドのガソリンスタンド”の経営である。修理できないものは存在しないほど腕利の整備工でもある。
その性質は生真面目にして思慮深い。
『シークレット・ヒストリー』によれば、高校時代はハリー・トルーマンらと同様、ランバージャックスの一員であった。
ネイディーン・ハーリー
演：ウェンディ・ロビー 吹替：山田礼子
エド・ハーリーの妻。
無音のカーテン・レールを発明しようとしてエドを翻弄する。本人はその発明を前人未到の偉業と信じて疑わない。
エドと出かけた狩猟中の事故で失明し、以来海賊のような眼帯を左目に着用している。エドの猟銃から放たれた跳弾が左目を直撃したのである。
年齢は35歳になる。エドとの結婚生活は、高校卒業直後から約20年にも及ぶが、離婚を期するエドの本心を感じ取っているのか、ここしばらく情緒不安定の傾向にある。それに伴って、アドレナリンの過剰分泌も生じている。その結果、常人離れした怪力を発揮する。
『シークレット・ヒストリー』によれば、生年月日は1950年1月25日である。旧姓をガーツという。
高校時代はエドの2学年下であった。クラスメイトにアンディ・ブレナンがいる。体操部員として活躍する一方で、2年生の頃、私立の精神病院に半年間入院している。

#### ホーン家
オードリー・ホーン
演：シェリリン・フェン 吹替：紗ゆり（オリジナル・シリーズ）、小林優子（リミテッド・イベント・シリーズ）
ローラ・パーマーのクラスメイト。
ローラとは、兄のジョニーを介しても接点があった。自閉症のジョニーは、27歳にして幼児同然であり、その家庭教師を無償のうちに引き受けたのがローラであった。しかしながら、オードリー本人は必ずしもローラに対して好感を抱いていなかった。
一見するなり、デイル・クーパーに惹かれる。その恋心がオードリーをして事件の独自調査へと駆り立てる事になる。
常日頃から、自由奔放な言動によって周囲を振りまわしている。しかしながら、本来は純粋にして一途な少女である。クーパーの事件捜査に協力するためならば危険をも厭わない。
『ローラの日記』によれば、ローラへの悪感情は周囲の愛情を独占する、その振る舞いゆえであるらしい。
ベンジャミン・“ベン”・ホーン
演：リチャード・ベイマー 吹替：秋元羊介
オードリー・ホーンの父親。
ホーン産業の最高責任者にあたる。グレート・ノーザン・ホテルやホーンズ・デパートを経営する、地元の名士であり、カナダにおいても、カジノ兼売春宿である“片目のジャック”を所有している。
現在は地元のゴーストウッド国有林にて開発計画を進行している。
私生活においては必ずしもよき家庭人ではなく、妻のシルヴィアやオードリーとの関係は冷めきっている。
目的のためならば手段を選ばない強欲の性質であり、その言動は傲岸不遜であるが、反面、脆弱な一面も持ち合わせている。精神的脆弱性は家系らしい。
ジェレミー・“ジェリー”・ホーン
演：デイヴィッド・パトリック・ケリー 吹替：山口健（オリジナル・シリーズ）、中村大樹（リミテッド・イベント・シリーズ）
ベン・ホーンの弟。
ベンの片腕として世界各国を歴訪しては、新規顧客の開拓にあたる。
1974年にゴンザガ大学を卒業するものの、その成績は最下位であった。大学卒業後は、3度の司法試験を経てようやく弁護士資格を取得する。にもかかわらず、その資格はイリノイ州、フロリダ州、アラスカ州、マサチューセッツ州の4州において無効となっている。
軽薄にして、浅薄の性質である。ベンと同様、食に対しては一種独特のこだわりを有している。
『シークレット・ヒストリー』によれば、高校時代はランバージャックスの一員にして、ハリー・トルーマンらのチームメイトであった。

#### ジョンソン家
レオ・アベル・ジョンソン
演：エリック・ダ・レー 吹替：大塚明夫
長距離トラックの運転手。
交通違反、暴行などの前科を複数有する。現在は、ボビー・ブリッグスらと共にコカインの密売を裏家業としている。
ツイン・ピークス保安官事務所にあっては、かねてより要注意人物と目されてきた。今回のローラ・パーマー殺害事件においても最重要被疑者となるが、本人は事件当夜、トラック運転手の本業でモンタナ州に出張していたと主張している。
その言動は、暴力的にして猜疑心に満ちている。
シェリー・マッコーリー・ジョンソン
演：メッチェン・アミック 吹替：榊原良子
レオ・ジョンソンの妻。
まだ10代であるものの、レオとの結婚にあたって高校中退をした。現在は地元の食堂・RR（ダブル・アール）ダイナーにて、ウエイトレスを務める。ヴォランティア活動の一環として、外出困難者への食事配達（ミールズ・オン・ウィールズ）を発案したローラ・パーマーとは同僚にあたる。
結婚生活においては、レオによるドメスティック・ヴァイオレンスが日常茶飯事となっている。その精神的・肉体的苦痛から逃避するかの如く、ボビー・ブリッグスとの不倫関係にのめり込んでいく。
『ファイナル・ドキュメント』によれば、ボビーとは小学校時代からの幼馴染である。しかしながら高校2年生の時、ボビーとローラの交際発覚に動揺するあまり、初対面のレオと成り行きのまま結婚してしまった。これが約2年前である。レオはシェリーの6歳年長にあたる。

#### パッカード製材所
ジョスリン・“ジョシー”・パッカード
演：ジョアン・チェン 吹替：堀越真己
パッカード製材所の所有者。
“州きっての美女”とも評されるものの、本来は中国人である。6年前、アンドルー・パッカードとの結婚に伴って香港から渡米した。アンドルーは、ツイン・ピークスを開拓した地元の名士であった。
1年半前、不慮のボート事故に見舞われ亡くなったアンドルーの遺言にしたがってパッカード製材所の全権利を相続し、以来孤閨を守ってきた。6週間前から人目を忍び、ハリー・トルーマンとの交際を開始する。
英語については、必ずしも堪能とは言えない。そこで家庭教師を買って出たのがローラ・パーマーであった。週に2度ジョシーを訪問して、個人授業を行うのである。事件当日もまた、午後5時からの1時間ほどが個人授業に充てられた。その際、ローラは“ご主人を亡くした気持ちがよく分かる”と、意味深長な発言をしたという。
『シークレット・ヒストリー』によれば、本名は、リー・チュン・ファンである。1956年9月2日、14K所属のマフィアと娼婦の間に生を受けた。父親の片腕として、早くから違法薬物の密売や売春斡旋などの悪事に加担してきた。
キャサリン・マーテル
演：パイパー・ローリー 吹替：達依久子
アンドルー・パッカードの妹。
素人のジョシー・パッカードに代わってパッカード製材所の実質的経営を担当する。
ジョシーよりも年長であるものの、立場上は義妹にあたる。義姉のジョシーに対しては敵意を隠そうともしない。遺言さえなければ、アンドルーの遺産はキャサリンが相続するはずだったためである。
私生活においては、ホーン産業のベン・ホーンと不倫関係にある。そればかりか、ジョシー憎さにパッカード製材所の買収計画にも協力している。
その言動は、勝気にして冷徹である。
ピーター・“ピート”・マーテル
演：ジャック・ナンス 吹替：伊井篤史
キャサリン・マーテルの夫。
元来パッカード製材所の1従業員に過ぎなかったが、何の因果か、高嶺の花であったキャサリンと恋愛結婚に至った。しかしながらその夫婦関係はもはや冷めきっており、キャサリンよりもジョシー・パッカードに対して何かと肩入れをする。
ローラ・パーマーの第1発見者である。魚釣のために、早朝からブラック・レイクに出かけた事が死体発見につながった。
魚釣に加えて、チェスもまた得手とする。その腕前は地元において敵なし。
好人物であるものの、注意力散漫のきらいがある。
アンドルー・パッカード
演：ダン・オハーリー
事故で亡くなったと思われていたが生存しており、トマス・エッカートへの復讐を計画している。

#### RRダイナー
ノーマ・ジェニングス
演：ペギー・リプトン 吹替：松岡洋子
RRダイナーの経営者。
ウエイトレスを兼務しながら、毎日絶品のパイを提供する。その傍ら、ローラ・パーマーの発案によるミールズ・オン・ウィールズにも協力を惜しまなかった。
既婚者であるものの、高校時代の交際相手にあたるエド・ハーリーとは、現在もなお憎からず想い合っている。その一方で恋愛運の欠如を自認しており、類似の境遇にある従業員のシェリー・ジョンソンとは強固な友情によって結ばれている。
20年前、ミス・ツイン・ピークス・コンテストに優勝した美貌は未だ健在である。しかしながら、薄幸の美女でもある。どうしても、自分自身の幸福よりも、まず周囲のそれを優先してしまう。
『ファイナル・ドキュメント』によれば、旧姓はリンドストロムである。両親のマーティとイルサはすでに物故している。高校時代は、チアリーダー部長にして、ローラと同様学園祭の女王であった。
ヘンリー・“ハンク”・ジェニングス
演：クリス・マルケイ 吹替：郷里大輔
ノーマ・ジェニングスの夫。
かつては、ブックハウス・ボーイズの一員にして、ハリー・トルーマンの親友であった。現在は、服役囚として獄中にある。
罪状は、過失致死である。自動車運転の際に不注意によって、道端の浮浪者を轢死に至らしめたという。
逮捕以前は必ずしも、よき隣人・家庭人ではなかった。しかしながら現在は、模範囚として、仮釈放の審理を目前に控える。ノーマに対しても、離婚を期する心中に気付いているのかいないのか、更生を誓う。
『シークレット・ヒストリー』によれば、母親のジョリーンに溺愛されて成長した。父親のエミールもまた、前科者であった。
高校時代はハリーらと共に、ランバージャックスの一員として活躍した。
『ローラの日記』によれば、交通事故の発生は、1987年12月23日の深夜であった。
アニー・ブラックバーン
演：ヘザー・グラハム 吹替：佐々木優子
ノーマ・ジェニングスの妹。
ウエイトレスとして、RRダイナーに勤務する。それまでは、長らく修道院にあった。
自殺未遂の過去があり、その古傷が現在も左手首に残っている。
空想の世界や自然を愛する、内向的性格である。人気者のノーマとは対照的に浮世離れした変人とみなされているが、その関心は徐々に、自分自身の内面世界から現実世界へと向かいつつある。そうした矢先に巡り合う事となるのが、デイル・クーパーであった。
『ファイナル・ドキュメント』によれば、生年は1973年である。ノーマとは異母姉妹にあたる。母親のヴィヴィアンはノーマの父・マーティの不倫相手であった。
マーティの死後、ワシントン州ケニウィックのカトリック系寄宿学校へと進学する。ヴィヴィアンの結婚に伴って、厄介払いをされたのである。卒業後は、そのまま寄宿学校付属の修道院にて、新生活を開始する事となる。

#### カナダ
ジャック・ルノー
演：ウォルター・オルケウィッツ 吹替：島香裕
ツイン・ピークス在住のカナダ人。
ロードハウス（幹線道路隣接の飲食店、または、宿泊施設）のバンバンバーにて、バーテンダーを務める。その一方で、弟のベルナールや、レオ・ジョンソンと共に、カナダからのコカイン密輸を裏家業とする。
郊外の山中に丸太小屋を所有する。また、その山小屋において、ウォルドという九官鳥を飼育している。
人一倍の巨漢である。その言動は品性下劣の傾向にある。
ブラッキー・オライリー
演：ヴィクトリア・キャトリン 吹替：一城みゆ希
“片目のジャック”の支配人。
所有者のベン・ホーンに代わって、“片目のジャック”の実質的経営を取り仕切る。
しかしながらその実態は、ホーン兄弟の策略によって、薬漬けとなっているに過ぎない。本心においてはベンへの復讐を期しながらも、供給されるヘロインに依存せざるを得ない。
ジャン・ルノー
演：マイケル・パークス 吹替：筈見純
ルノー兄弟の長男。
弟のジャックおよびベルナールによる、ツイン・ピークスへのコカイン密輸を、供給源として後押する。
表向きは保険外交員を装っており、“片目のジャック”はその顧客にあたる。しかしながらその実、支配人のブラッキー・オライリーとは、ただならぬ関係にある。片腕のナンシー・オライリーは、ブラッキーの妹でもある。
目的のためならば殺人をも厭わない、危険人物である。

#### その他
ロネット・ポラスキー
演：フィービー・オーガスティン 吹替：沢海陽子
ツイン・ピークス高校の生徒。
ローラ・パーマーの死体発見から数時間後、廃線にて保護される。
発見当時は、下着を着用するのみであった。拘束の上、暴行を受けたらしく、両の手首から千切れた紐をぶらさげたまま彷徨していた。
極度の錯乱状態ゆえに、一言も発せぬままカルフーン記念病院の集中治療室へと収容される。検査の結果、ローラと同様に、複数人との間に性交渉を持っていた。
ツイン・ピークス保安官事務所の初動捜査によれば、ローラとの交友関係は確認されなかった。学業の傍ら、ホーンズ・デパートの香水売場にて、アルバイトをしていた。
フィリップ・マイケル・ジェラード
演：アル・ストロベル 吹替：藤本譲（オリジナル・シリーズ）、楠見尚己（リミテッド・イベント・シリーズ）
靴の行商人。
以前は医薬品の行商であった。その際、自動車事故によって左腕切断に至った。切断した左腕には、“ママ”と刺青していたらしい。
友人に、地元の動物病院を経営する、獣医のボブ・ライデッカーがいる。
好人物であるものの、ある種の精神疾患を患っているらしい。発作を抑制すべく、ハロペリドールを常用する。
ローレンス・ジャコビー
演：ラス・タンブリン 吹替：仲木隆司（オリジナル・シリーズ）、浦山迅（リミテッド・イベント・シリーズ）
精神科医。
カルフーン記念病院に勤務すると同時に、個人診療所も開業している。
ジョニー・ホーンおよびネイディーン・ハーリーの主治医である。加えて、事件発生の半年前からは、ローラ・パーマーの治療も担当する事になる。しかしながらローラ本人の希望によって、治療の事実は両親にさえ伏せられていた。
私生活においては、ハワイに傾倒している。妻のイオラニもまた、ハワイ在住である。
左右のレンズで色の異なるサングラスを着用するなど、奇抜な言動を特徴とする。秘密を抱えたまま死んでいったローラに対して、人一倍の愛惜を感じている。
マイク・“スネーク”・ネルソン
演：ゲイリー・ハーシュバーガー
ツイン・ピークス高校の生徒。レスリング部員。
ボビー・ブリッグスの悪友であり、ボビーと共にコカインを密売している。
ドナ・ヘイワードと交際している。
マーガレット・ランターマン
演：キャサリン・E・コールソン 吹替：巴菁子
通称・丸太おばさん（ログ・レディ）。
常に、小型の丸太を抱きかかえている。本人によればその丸太は、常人の窺い知れない様々な事柄を見聞するという。どうやら、事件当夜についても知るところがあるらしい。
幾何学模様のような傷痕を、右膝・裏側に有する。
未亡人である。きこりであった亡夫は、結婚式の翌日、山林火災によって焼死した。以来、郊外の山小屋にて独居を続ける。マントルピースには、亡父の遺灰が壷に納まって、安置されている。暖炉そのものには、火を起こせぬよう板張りしている。
ガムの代わりに松脂を噛むのが趣味であり、噛み終えた松脂をあたり構わず吐き捨てるのが、地元住民の頭痛の種となっている。地元住民の大半から変人とみなされている。
『シークレット・ヒストリー』によれば、生年月日は、1940年10月10日である。旧姓をコウルソンという。
1947年9月8日、ゴーストウッド国有林のパール・レイクにて行方不明となる。ウォレン・G・ハーディング小学校での遠足中であった。翌日にはクラスメイト2名と共に無事発見されるものの、全員失踪期間の記憶を喪失していた。その際、生じていたのが、右膝の傷痕である。
ワシントン州立大学にて森林学を修めると、自然保護活動を開始する。亡夫・サムソンとはそうした折に邂逅した。サムソンは、10歳年長にして、ヴォランティアの消防隊長でもあった。
サムソンの死後、マーガレットは、焼死現場に分け入って、ダグラスモミの倒木を一部、持ち帰った。それが、現在肌身離さず持ち歩いている丸太である。
リチャード・“ディック”・トレメイン
演：イアン・ブキャナン 吹替：中尾隆聖（オリジナル・シリーズ）
ホーンズ・デパート紳士服売場の従業員。
“マイク”
演：アル・ストロベル 吹替：藤本譲（オリジナル・シリーズ）、楠見尚己（リミテッド・イベント・シリーズ）
フィリップ・ジェラードと生き写しの男性。
デイル・クーパーの見た、“赤い部屋”にまつわる夢にて、“来たるべき過去の闇を見通すのが、魔術師の望み。2つの世界の闇から、人は声を放つ。火よ、我とともに歩め”という詩を、暗唱した。
左腕を欠損している。本人によれば、神の御前に立って、それまでの罪を悔い改める際、その証として切断したのだという。切断した左腕には、“火よ、我とともに歩め”と刺青していたらしい。
“ボブ”
演：フランク・シルヴァ
正体不明の男性。
灰色の頭髪および髭を、伸び放題にしている。その笑い声は、あたかも獣の咆哮である。相手によっては、ロバートソンを名乗る事もある。
事件発生直後、ローラ・パーマーの私室にてうずくまっているところを、母親のセーラによって幻視されたのが、最初の目撃情報である。次いで、デイル・クーパーの見た、“赤い部屋”にまつわる夢にて、“マイク”が事件の真犯人として、名指しをした。
クーパーの夢によれば、かつては“マイク”と共に、悪事を重ねていた。“マイク”の改心とは対照をなすように、“俺は、また殺す”と、言い放つ。
“別の場所から来た男”/“腕”
演：マイケル・J・アンダーソン 吹替：辻村真人
正体不明の男性。
姓名は不明であり、“腕”を自称する。
極端なまでの小柄と赤1色のスーツが特徴である。その口調はどことなくぎこちない。突然踊り出すものの、そのステップも奇妙である。
デイル・クーパーが見た、“赤い部屋”の夢において、いとこだという女性と共に登場する。その女性は、ローラ・パーマーの生き写しである。
“巨人”/“消防士”
演：カレル・ストルイケン 吹替：清川元夢
正体不明の男性。
姓名は不明であり、“消防士”を自称する。
3メートルもの身長を有する、神出鬼没の存在である。前触れなく出現しては、事件解決の手がかりをデイル・クーパーに与える。その助言は、“フクロウは見かけと違う”、“薬品なしで男は指さす”など、尽く謎めいている。
その出現を認知できるのはクーパーのみであるが、出現の際は必ずと言っていいほど、グレート・ノーザン・ホテルの老給仕が居合わせている。
トレモンド夫人
演：フランセス・ベイ
ミールズ・オン・ウィールズの利用者。
孫のピエールと共に生活する。ピエールは幼年でありながら、手品の才がある。
健康問題があるらしく、日中にもかかわらず寝間着のままベッドにて過ごしている。とはいえ、必ずしも寝たきりではなく、ピエールと共に外出する事もある。
郊外のファット・トラウト・トレーラー・パークにおいても、シャルフォンなる老女と男児が生活するものの、両者との関連性は不明である。
クリーム・コーンを嫌う。ミールズ・オン・ウィールズにおいても、クリーム・コーンだけは献立に加えぬよう、依頼しているらしい。
ハロルド・スミス
演：レニー・フォン・ドーレン 吹替：堀秀行
ミールズ・オン・ウィールズの利用者。
広場恐怖症であり、無理にでも外出を試みると失神してしまう。その代償行為として、訪問客の実体験を聞き書きしては様々な人生を疑似体験している。
ローラ・パーマーの遺言にしたがって、もう1冊の日記帳を秘匿する。ローラは、記述内容に応じて2冊の日記帳を使い分けていたのである。ローラとは、ミールズ・オン・ウィールズを介して親交があった。
元々は、園芸家である。現在もなお、自宅の温室にて蘭を栽培する。
その感受性はあまりにも繊細である。特に、裏切に対しては敏感である。
トマス・エッカート
演：デビッド・ワーナー
ジョシーとキャサリンに関わる。

### スタッフ
- 製作総指揮 - マーク・フロスト、デイヴィッド・リンチ
- 製作 - デイヴィッド・J・ラット、グレッグ・フィーンバーグ、ハーリー・ペイトン
- 音楽 - アンジェロ・バダラメンティ
- 撮影監督 - ロン・ガルシア、フランク・バイヤーズ
- 編集 - デュウェイン・ダンハム、ジョナサン・P・ショウ、トニ・モーガン、ポール・トレジョー、メアリー・スウィーニー

## リミテッド・イベント・シリーズ

### 主な登場人物
※オリジナル・シリーズおよび『ツイン・ピークス/ローラ・パーマー最期の7日間』において、既出の登場人物については、省略する。

#### ネヴァダ州ラス・ヴェガス
ダグラス・“ダギー”・ジョーンズ
演：カイル・マクラクラン 吹替：原康義
デイル・クーパーと生き写しの男性。
ラッキー7保険にて調査員を務める。住所は、ランスロット・コートの一軒家である。赤色の玄関扉が、自宅の目印となっている。
クーパーに比べ、長髪にして肥満気味である。私生活においては、飲酒および賭博という悪癖があり、賭博による借金は5万ドルに及ぶ。
ラッキー7保険入社直前にあたる12年前、自動車事故を経験している。その後遺症が未だに尾を引いており、度々意識朦朧となる。
1997年以前の公式記録が一切存在しない。
ジェーン・“ジェイニーE”・ジョーンズ
演：ナオミ・ワッツ 吹替：藤本喜久子
ダギー・ジョーンズの妻。
旧姓はエヴァンス。ダギーとの間に、一人息子のサニー・ジムがいる。ダギーの身持ゆえに、必ずしも夫婦関係が円満とは言えない。その上、家計を圧迫する5万ドルもの借金が頭痛の種となっている。
その気性は、勝気にして強面の借金取立人をも圧倒するほどである。
ブッシュネル・マリンズ
演：ドン・マレー 吹替：塾一久
ラッキー7保険の社長。
往年は、「バトリング・バド」のリング・ネームを有するボクサーであった。
社員のうちでも、アンソニー・“トニー”・シンクレアを敏腕調査員として重用する。その眼鏡に適う有為の人材に対しては、公私共に助力を惜しまない。
ブラッドリー・ミッチャム
演：ジェームズ・ベルーシ 吹替：玉野井直樹
ロドニー・ミッチャム
演：ロバート・ネッパー 吹替：さかき孝輔
実の兄弟にしてマフィア。
表向きは、シルバー・マスタング・カジノの共同経営者である。他にもホテルを所有するものの、つい先日火災に遭っている。ラスベガスを拠点とする、ビジネスマンのダンカン・トッドは商売敵にあたる。
兄弟共に、報復のためならば殺人をも厭わない激情家である。一方で、恩義を受ければ必ずそれに報いる人情家でもある。
元々は、児童養護施設の出身である。その傍らには常に、3人の金髪女性を侍らせている。

#### FBIフィラデルフィア支局
タマラ・“タミー”・プレストン
演：クリスタ・ベル 吹替：甲斐田裕子
特別捜査官。
ゴードン・コールの部下にして、アルバート・ローゼンフィールドの同僚にあたる。
ジョージ・ワシントン高校およびマサチューセッツ工科大学にて、成績優秀者に認定された才女である。FBIアカデミーにおいても首席であった。
優等生であるものの、決して堅物ではない。超常現象に対して理解を示すなど、柔軟性も持ち合わせている。
ダイアン・エヴァンス
演：ローラ・ダーン 吹替：塩田朋子
元・特別捜査官。
在職時は、デイル・クーパーの秘書を担当した。カセット・レコーダーを介してクーパーが呼びかけていたその人である。
アルバート・ローゼンフィールドをもってしても太刀打ちできぬほど口汚い。酒および煙草を愛飲しており、マックス・フォン・バーが馴染みの店である。
ジェイニーE・ジョーンズは、片親こそ異なるものの実妹にあたる。しかし性格の不一致ゆえに、長らく疎遠となっている。

#### ツイン・ピークス
フランクリン・“フランク”・トルーマン
演：ロバート・フォスター 吹替：有本欽隆
ツイン・ピークス保安官事務所の保安官。
ハリー・トルーマンの実兄にあたる。病気療養中のハリーに代わって、保安官に就任した。
妻はドリスである。ドリスとの間にもうけた男子は、軍務を苦に自殺している。
忍耐の人である。息子の自殺後、情緒不安定に陥ったドリスに対しても、一切口ごたえをしない。
『シークレット・ヒストリー』および『ファイナル・ドキュメント』によれば、ハリーの1歳年長にあたる。その名前は、フランクリン・ルーズベルト大統領に由来する。高校時代は、ランバージャックスのキャプテンを務めた。その後、父・フレデリックの引退に伴って、ツイン・ピークス保安官事務所の保安官職を引き継いだ。
1981年、当時、保安官補のハリーに職を譲った上で、ツイン・ピークスを離れた。ドリスの出身地にあたるウェスタン・ワシントンへと、一家揃って移住したのである。その後は、地元警察にて無事定年退職を迎える事となる。
ツイン・ピークス保安官事務所への復帰にあたっては、2年の期限つきでこれを引き受けている。
レベッカ・“ベッキー”・バーネット
演：アマンダ・サイフリッド 吹替：ブリドカットセーラ恵美
ボビー・ブリッグスとシェリー・ブリッグス（旧姓・ジョンソン）の1子。
RRダイナー隣接のベーカリーにて勤務する。住所は、郊外のファット・トラウト・トレーラー・パークである。
夫のスティーヴンが無職であるがゆえに、シェリーへの借金を重ねざるを得ない。肝心のスティーヴンはベッキーの目を盗んでガースティン・ヘイワードとの不倫関係に耽溺している。
スティーヴンと同様、コカインの常習者であり、一旦逆上すると前後の見境を失ってしまう。
リチャード・ホーン
演：エイモン・ファーレン 吹替：川田紳司
オードリー・ホーンの1子。
レッドなる怪人物の元で、犯罪組織の一員として働いている。この犯罪組織は、若年層を中心としてツイン・ピークスに蔓延する中国製コカインの供給源にあたる。リチャードもまた、保安官補のチャド・ブロックスフォードを買収した上で違法行為に加担する。しかし肝心のレッドからは、半人前としかみなされていない。
父親を知らぬまま成長したせいか、その言動は傍若無人そのものである。祖父のベン・ホーンとも、長らく絶縁状態にある。
フレディー・サイクス
演：ジェイク・ウォードル 吹替：矢野正明
グレート・ノーザン・ホテルの警備員。
間もなく23歳になる英国人である。半年前までは、ロンドンのイースト・エンドに在住していた。
緑色の園芸用手袋を、常時右手にのみ着用する。本人によれば、どういうわけか皮膚と一体化しているらしい。その結果、右腕のみであるものの、杭打機並の腕力を獲得するに至った。
ツイン・ピークスへの転居以前は、毎晩酒場に入り浸り、怠惰な日々を送っていたらしい。ツイン・ピークスにおいて、ようやく自分自身の運命を見い出す事となる。

#### その他
ウィリアム・ヘイスティングス
演：マシュー・リラード 吹替：宗矢樹頼
ルース・ダヴェンポート殺害事件の被疑者。
サウス・ダコタ州バックホーンの高校にて校長を務める。その一方で、趣味の一環として異次元空間の調査・研究に取り組んできた。
私生活においては、フィリスという妻がいる。バックホーン警察のデイヴ・マックレイ刑事とは、高校時代からの友人関係にある。
43歳にして、ひどく女々しい一面がある。
ダヴェンポートとは、不倫関係にあった。同時に、異次元空間の研究仲間でもあった。その研究成果は、“ゾーンを探して”なるブログにて一般公開されている。
内道（ナイド）
演：裕木奈江
謎の空間において、幽閉状態にある女性。
呼称の由来は、“外道”の反対語にあたる造語である。
何者かによって、両目を塞がれている。また、会話による意思疎通も不可能らしい。その口から発せられるのは、歌声のような奇声のみである。
“赤い部屋”を放擲された、デイル・クーパーのために、その身を呈する。
ウッズマン
演：ロバート・ブロスキー
正体不明の男性。
伸び放題のひげと粗末な衣服は、一見すると浮浪者のそれに過ぎない。しかし、人間の頭部を容易く破壊するほどの握力を有している。また、その声は一種の催眠効果を持ち合わせるらしい。
神出鬼没の存在である。さかのぼる事1956年8月5日にも、どこからともなくニュー・メキシコ砂漠へと姿を現している。
エクスペリメント
演：エリカ・エイノン
正体不明の存在。
体型こそヒト型であるものの、その肌は一面灰色である。顔面には口腔以外の器官が存在せず、胴体には乳房が確認できる。
1945年7月16日に実施されたトリニティ実験の際、その間隙を縫って無数の卵を吐き出した。それらの内には、球形の“ボブ”も含まれていた。
その後、“赤い部屋”から投げ出されたデイル・クーパーを追跡するかのように、現代のニューヨークへと姿を現す。
キャリー・ペイジ
演：シェリル・リー 吹替：高島雅羅
ローラ・パーマーと生き写しの女性。
テキサス州のオデッサにて、夫と共に生活している。住所は1516番地で、住まいは平屋である。
“ジュディのコーヒー・ショップ”のウエイトレスとして生計を立てるものの、ここしばらくは無断欠勤が続いている。

### スタッフ
- 製作総指揮 - マーク・フロスト、デイヴィッド・リンチ、サブリナ・S・サザーランド
- 音楽 - アンジェロ・バダラメンティ
- 撮影監督 - ピーター・デミング
- 編集 - デュウェイン・ダンハム

## エピソード

### 一覧
| シリーズ                       | シリーズ                            | エピソード | 放送日（米国） | 放送日（米国） |
| シリーズ                       | シリーズ                            | エピソード | 初回           | 最終回         |
| ------------------------------ | ----------------------------------- | ---------- | -------------- | -------------- |
| オリジナル・シリーズ           | ファースト・シーズン （序章を含む） | 8          | 1990年4月8日   | 1990年5月23日  |
| オリジナル・シリーズ           | セカンド・シーズン                  | 22         | 1990年9月30日  | 1991年6月10日  |
| リミテッド・イベント・シリーズ | リミテッド・イベント・シリーズ      | 18         | 2017年5月21日  | 2017年9月3日   |

### ファースト・シーズン（1990年）
| 話数 | 原題      | 邦題  | 脚本                                  | 監督                         | 放送日（米国） | 視聴者数 (万人) |
| ---- | --------- | ----- | ------------------------------------- | ---------------------------- | -------------- | --------------- |
| 1    | Pilot     | 序章  | マーク・フロスト デイヴィッド・リンチ | デイヴィッド・リンチ         | 1990年4月8日   | 3,460           |
| 2    | Episode 1 | 第1章 | マーク・フロスト デイヴィッド・リンチ | デュウェイン・ダンハム       | 1990年4月12日  | 2,320           |
| 3    | Episode 2 | 第2章 | マーク・フロスト デイヴィッド・リンチ | デイヴィッド・リンチ         | 1990年4月19日  | 1,920           |
| 4    | Episode 3 | 第3章 | ハーリー・ペイトン                    | ティナ・ラスボーン           | 1990年4月26日  | 1,670           |
| 5    | Episode 4 | 第4章 | ロバート・エンゲルス                  | ティム・ハンター             | 1990年5月3日   | 1,740           |
| 6    | Episode 5 | 第5章 | マーク・フロスト                      | レスリー・リンカ・グラッター | 1990年5月10日  | 1,730           |
| 7    | Episode 6 | 第6章 | ハーリー・ペイトン                    | キャレブ・デシャネル         | 1990年5月17日  | 1,560           |
| 8    | Episode 7 | 第7章 | マーク・フロスト                      | マーク・フロスト             | 1990年5月23日  | 1,870           |

### セカンド・シーズン（1990年 - 1991年）
| 話数 | 原題       | 邦題   | 脚本                                                                        | 監督                         | 放送日（米国） | 視聴者数 (万人) |
| ---- | ---------- | ------ | --------------------------------------------------------------------------- | ---------------------------- | -------------- | --------------- |
| 9    | Episode 8  | 第8章  | マーク・フロスト                                                            | デイヴィッド・リンチ         | 1990年9月30日  | 1,910           |
| 10   | Episode 9  | 第9章  | ハーリー・ペイトン                                                          | デイヴィッド・リンチ         | 1990年10月6日  | 1,440           |
| 11   | Episode 10 | 第10章 | ロバート・エンゲルス                                                        | レスリー・リンカ・グラッター | 1990年10月13日 | 1,370           |
| 12   | Episode 11 | 第11章 | ジェリー・スタール マーク・フロスト ハーリー・ペイトン ロバート・エンゲルス | トッド・ホランド             | 1990年10月20日 | 1,280           |
| 13   | Episode 12 | 第12章 | バリー・プルマン                                                            | グレーム・クリフォード       | 1990年10月27日 | 1,140           |
| 14   | Episode 13 | 第13章 | ハーリー・ペイトン ロバート・エンゲルス                                     | レスリー・リンカ・グラッター | 1990年11月3日  | 1,130           |
| 15   | Episode 14 | 第14章 | マーク・フロスト                                                            | デイヴィッド・リンチ         | 1990年11月10日 | 1,720           |
| 16   | Episode 15 | 第15章 | スコット・フロスト                                                          | キャレブ・デシャネル         | 1990年11月17日 | 1,330           |
| 17   | Episode 16 | 第16章 | マーク・フロスト ハーリー・ペイトン ロバート・エンゲルス                    | ティム・ハンター             | 1990年12月1日  | 1,240           |
| 18   | Episode 17 | 第17章 | トリシア・ブルック                                                          | ティナ・ラスボーン           | 1990年12月8日  | 1,110           |
| 19   | Episode 18 | 第18章 | バリー・プルマン                                                            | デュウェイン・ダンハム       | 1990年12月15日 | 1,210           |
| 20   | Episode 19 | 第19章 | ハーリー・ペイトン ロバート・エンゲルス                                     | キャレブ・デシャネル         | 1991年1月12日  | 1,030           |
| 21   | Episode 20 | 第20章 | ハーリー・ペイトン                                                          | トッド・ホランド             | 1991年1月19日  | 980             |
| 22   | Episode 21 | 第21章 | スコット・フロスト                                                          | ウーリ・エーデル             | 1991年2月2日   | 870             |
| 23   | Episode 22 | 第22章 | ハーリー・ペイトン ロバート・エンゲルス                                     | ダイアン・キートン           | 1991年2月9日   | 820             |
| 24   | Episode 23 | 第23章 | トリシア・ブルック                                                          | レスリー・リンカ・グラッター | 1991年2月16日  | 780             |
| 25   | Episode 24 | 第24章 | バリー・プルマン                                                            | ジェームズ・フォーリー       | 1991年3月28日  | 920             |
| 26   | Episode 25 | 第25章 | ハーリー・ペイトン ロバート・エンゲルス                                     | デュウェイン・ダンハム       | 1991年4月4日   | 920             |
| 27   | Episode 26 | 第26章 | ハーリー・ペイトン ロバート・エンゲルス                                     | ジョナサン・サンガー         | 1991年4月11日  | 790             |
| 28   | Episode 27 | 第27章 | ハーリー・ペイトン ロバート・エンゲルス                                     | スティーヴン・ジレンホール   | 1991年4月18日  | 740             |
| 29   | Episode 28 | 第28章 | バリー・プルマン                                                            | ティム・ハンター             | 1991年6月10日  | 1,040           |
| 30   | Episode 29 | 第29章 | マーク・フロスト ハーリー・ペイトン ロバート・エンゲルス                    | デイヴィッド・リンチ         | 1991年6月10日  | 1,040           |

### リミテッド・イベント・シリーズ（2017年）
| 話数 | 原題                                              | 邦題                                | 脚本                                  | 監督                 | 放送日（米国） | 視聴者数 (万人) |
| ---- | ------------------------------------------------- | ----------------------------------- | ------------------------------------- | -------------------- | -------------- | --------------- |
| 31   | Part 1：My Log Has a Message for You              | 第1章 私の丸太からメッセージがある  | マーク・フロスト デイヴィッド・リンチ | デイヴィッド・リンチ | 2017年5月21日  | 0.506           |
| 32   | Part 2：The Stars Turn and a Time Presents Itself | 第2章 星々が巡り 時が正体を現す     | マーク・フロスト デイヴィッド・リンチ | デイヴィッド・リンチ | 2017年5月21日  | 0.506           |
| 33   | Part 3：Call for Help                             | 第3章 助けを呼ぶ                    | マーク・フロスト デイヴィッド・リンチ | デイヴィッド・リンチ | 2017年5月28日  | 0.195           |
| 34   | Part 4：...Brings Back Some Memories              | 第4章 思い出しちゃって              | マーク・フロスト デイヴィッド・リンチ | デイヴィッド・リンチ | 2017年5月28日  | 0.195           |
| 35   | Part 5：Case Files                                | 第5章 ケース・ファイル              | マーク・フロスト デイヴィッド・リンチ | デイヴィッド・リンチ | 2017年6月4日   | 0.254           |
| 36   | Part 6：Don't Die                                 | 第6章 死ぬな                        | マーク・フロスト デイヴィッド・リンチ | デイヴィッド・リンチ | 2017年6月11日  | 0.270           |
| 37   | Part 7：There's a Body All Right                  | 第7章 遺体はある                    | マーク・フロスト デイヴィッド・リンチ | デイヴィッド・リンチ | 2017年6月18日  | 0.294           |
| 38   | Part 8：Gotta Light?                              | 第8章 火は あるか?                  | マーク・フロスト デイヴィッド・リンチ | デイヴィッド・リンチ | 2017年6月25日  | 0.246           |
| 39   | Part 9：This is the Chair                         | 第9章 このイスよ                    | マーク・フロスト デイヴィッド・リンチ | デイヴィッド・リンチ | 2017年7月9日   | 0.355           |
| 40   | Part 10：Laura is the One                         | 第10章 ローラが それよ              | マーク・フロスト デイヴィッド・リンチ | デイヴィッド・リンチ | 2017年7月16日  | 0.267           |
| 41   | Part 11：There's Fire Where You are Going         | 第11章 あなたが向かう場所に火がある | マーク・フロスト デイヴィッド・リンチ | デイヴィッド・リンチ | 2017年7月23日  | 0.219           |
| 42   | Part 12：Let's Rock                               | 第12章 さあ やろう                  | マーク・フロスト デイヴィッド・リンチ | デイヴィッド・リンチ | 2017年7月30日  | 0.240           |
| 43   | Part 13：What Story is That, Charlie?             | 第13章 物語って何よ                 | マーク・フロスト デイヴィッド・リンチ | デイヴィッド・リンチ | 2017年8月6日   | 0.280           |
| 44   | Part 14：We are Like the Dreamer                  | 第14章 私たちは夢見人のよう         | マーク・フロスト デイヴィッド・リンチ | デイヴィッド・リンチ | 2017年8月13日  | 0.253           |
| 45   | Part 15：There's Some Fear in Letting Go          | 第15章 手放すのが怖い               | マーク・フロスト デイヴィッド・リンチ | デイヴィッド・リンチ | 2017年8月20日  | 0.329           |
| 46   | Part 16：No Knock, No Doorbell                    | 第16章 ノックもなく ベルも鳴らさず  | マーク・フロスト デイヴィッド・リンチ | デイヴィッド・リンチ | 2017年8月27日  | 0.267           |
| 47   | Part 17：The Past Dictates the Future             | 第17章 過去が未来を決める           | マーク・フロスト デイヴィッド・リンチ | デイヴィッド・リンチ | 2017年9月3日   | 0.254           |
| 48   | Part 18：What is Your Name?                       | 第18章 君の名前は?                  | マーク・フロスト デイヴィッド・リンチ | デイヴィッド・リンチ | 2017年9月3日   | 0.240           |

## 用語
ホワイト・ロッジ/ブラック・ロッジ
現世を超越した、異界の一種。前者は、善の世界、後者は、悪の世界を体現する。住まうのは、人間および自然を司る、精霊である。
悟入を欲する霊魂は、まず、ブラック・ロッジを訪問せねばならない。そこで、“戸口に住む者”という、自分自身の影（ドッペルゲンガー）と対決する事になる。その勝敗は覚悟次第である。勇気なくしてブラック・ロッジを訪問すれば、待ち受けるのは破滅しかない。
その一方で、ブラック・ロッジの精霊を支配下に治められれば、地上を我がものとする事も可能になる。
“赤い部屋”
異界の一種。赤色のカーテンに区切られた、複数の部屋からなる。白黒の床は、満々とした水を直下に湛える。
その出入口は、ゴーストウッド国有林のグラストンベリー・グローヴに存在する。しかしながら、通行可能となるのは、一定条件下においてのみである。その一方で、睡眠中の夢を介して、それと知らぬまま足を踏み入れる人間も、僅かながら存在する。
“赤い部屋”の特徴は、時間の可逆性にあり、過去・現在・未来が、渾然一体と化している。“赤い部屋”においては故人との邂逅さえ、珍しい出来事ではない。
ホワイト・ロッジおよびブラック・ロッジとの関連性は、判然としない。“別の場所から来た男”によれば、“赤い部屋”とは、待合室なのだという。
“コンビニエンス・ストア”
異界の一種。トリニティ実験との間に、浅からぬ因縁を有する存在である。
外観は何の変哲もない、コンビニエンス・ストア兼ガソリン・スタンドに過ぎないが、平屋にもかかわらず、外階段が付属する。これが出入口にあたる。外階段を上がっていくと、いつしか、屋内に転送されるのである。
行き着くのは、屋内にして森林でもある、奇妙な空間である。複数のウッズマンが、番人のようにたむろする。その先には長大な階段が、存在しないはずの2階へと続いている。“ボブ”と“マイク”は、かつて、この2階に居住した。その後も、“別の場所から来た男”らの会合場所として、利用される。
2階は、“赤い部屋”や、ダッチマンズ・ロッジに連結する。『ファイナル・ドキュメント』によれば、ダッチマンズ・ロッジは、1967年に取り壊された、モンタナ州西部のモーテルである。
ホワイト・ロッジおよびブラック・ロッジとの関連性は、判然としない。“赤い部屋”と同様、一定条件下においてのみ出現するらしい。その一方で、睡眠中の夢を介して、それと知らぬまま足を踏み入れる人間も、僅かながら存在する。
ブルーブック計画
米軍による、実在の調査機関。未確認飛行物体の目撃情報を収集・分析すべく、1952年、空軍に設置された。その目的は、未確認飛行物体の存在が、国家防衛の脅威足りうるかを精査する事にあった。
『ツイン・ピークス』においては、ガーランド・ブリッグスとウィンダム・アールを、ブルーブック計画の関係者として設定している。ウィンダムはFBIの所属であるものの、出向という形で、1965年からの2年間、ブルーブック計画に参加していた。
ガーランドによれば、ブルーブック計画の調査対象は、徐々に外宇宙から、ホワイト・ロッジへと、移行していったという。その過程においてウィンダムは、ブラック・ロッジの存在をも発見するに至る。
実際のブルーブック計画は、予算打ち切りによって、1969年、終了となっている。
“青いバラ”特捜チーム
米軍とFBIによる、ブルーブック計画の後継組織。1975年に発生した、ある殺人事件を契機に、ゴードン・コールによって組織された。
チーム・リーダーはフィリップ・ジェフリーズである。ジェフリーズは、コールと共に問題の殺人事件を担当した相棒にあたる。メンバーは、デイル・クーパー、アルバート・ローゼンフィールド、チェット・デズモンドからなる。皆、ジェフリーズが抜擢した人材である。その後、大量欠員に伴って、タミー・プレストンが加入する事となる。『ファイナル・ドキュメント』によれば、かつては、ウィンダム・アールもまた、その一員であった。
米軍が、外宇宙およびツイン・ピークスの森林を監視するのに対して、“青いバラ”特捜チームの調査対象は、ホワイト・ロッジおよびブラック・ロッジに関連すると思われる、超自然的事件である。その特異性は、チーム名の“青いバラ”が、如実に物語る。
特捜チームの名称は、問題の殺人事件において、被疑者が遺した、“私は、青いバラのよう”という言葉に由来する。青色のバラは、自然界に存在しない。
“指輪”
翡翠をあしらった、金色の指輪。翡翠の表面には、フクロウの図案が刻印される。
左手・小指に装着した人間を、死後、“赤い部屋”に転送する。
“化身（トゥルパ）”
ドッペルゲンガーの一種。“青いバラ”特捜チーム発足のきっかけとなった1975年の殺人事件こそ、この“化身”に端を発するものであった。
その正体は、“種（シード）”という金色の粒と、人間の体毛である。それらの材料に、電気の作用を加える事によって、体毛の持主と生き写しの人間が、生成される。
落命などによって役割を終えた“化身”は、“赤い部屋”に転送される。その後、放電現象を伴いながら、“種”に還る。
ジュディ/ジャオデイ
極度の負を体現する存在。かつては、ジャオデイと呼称された。
『ファイナル・ドキュメント』によれば、ジュディ/ジャオデイの正体は、悪霊の一種である。その起源は、紀元前3000年にまで、さかのぼる。
シュメール神話にしたがえば、ジュディ/ジャオデイは、冥界を離れて現世を闊歩している。食料は人間である。中でも、苦悩に満ちた霊魂を好物とする。現世においては、人間の女性に化身している。

## 製作

### オリジナル・シリーズ

#### 序章
企画兼製作総指揮のデイヴィッド・リンチとマーク・フロストが面識を得たのは、1980年代後半の事である。端緒となったのは、リンチの元に持ち込まれた、ワーナー・ブラザースによる映画企画であった。その際、脚本の担当者として、リンチに紹介されたのが、フロストだったのである。
結果として、問題の映画企画は頓挫してしまう。しかしながら、リンチとフロストは意気投合し、その結果完成したのが、『One Saliva Bubble』という、共作の映画脚本であった。リンチの作品としては、『ブルーベルベット』の次作にして、初のコメディにあたるが、やはり映画化は実現しなかった。これが1987年の事である。それでもなお、リンチとフロストの親交が途絶える事はなかった。
一方で、リンチは、エージェントによる打診を受けていた。かねてより、テレビ・ドラマへの進出を説得されていたのである。『One Saliva Bubble』に代わる着想をリンチが得たのは、そうした折であった。前触れもなく、ある映像が脳裏をよぎったのである。それは、湖畔に打ち上げられた少女の死体であった。『ツイン・ピークス』の導入部である。後にローラ・パーマーと命名されるこの少女こそが、あらゆる原動力となった。リンチは、新たな着想をテレビ・ドラマ化すべく、フロストと共に、脚本の執筆を開始する。
初期段階の題名は、『Northwest Passage』というものであった。翻訳すれば、“北西部への道”となる。舞台についても、ワシントン州ではなく、ノース・ダコタ州の田舎町を想定していた。しかしながら、既に、群像劇という基本設定は確立されていた。殺人事件の謎を中心に据えつつ、様々な物語が同時進行するのである。リンチとフロストが映画化ではなく、テレビ・ドラマ化を指向した理由は、まさしくそこにあった。
企画の提出先として、リンチとフロストが白羽の矢を立てたのは、ABCであった。ABCは、全米3大ネットワークに数えられる、有名放送局である。その大舞台において、1988年、リンチとフロストは、企画説明に臨む。ABCの反応は上々であったが、契約成立までには、紆余曲折を経る事となる。企画説明の直後に、脚本家組合のストライキが発生したのである。ようやく、序章の制作が正式決定したのは、半年後のストライキ終了を待っての事であった。
米国のテレビ・ドラマは、放送の可否を判断すべく、まず、パイロット版を製作する。『ツイン・ピークス』においては、序章がそれにあたる。監督は、もちろんリンチの担当となった。
序章の撮影は1989年初頭、厳寒のワシントン州スノカルミーにて実施された。24日間という強行日程であったものの、撮影現場は、固定観念にとらわれない、創造性溢れるものとなった。不調の照明を、そのまま使用するなど、リンチの演出は自由自在であった。その最たる例が、フランク・シルヴァの起用である。
シルヴァは本来、裏方の大道具係であった。その代表的仕事としては、看板の設置が挙げられる。タイトルバックに登場する、“Welcome to Twin Peaks”の看板である。しかしながら、リンチの眼鏡に偶然適った事によって一転、俳優としての出演が決定したのであった。偶然にもシルヴァは、兼業俳優でもあった。こうして、図らずも誕生した登場人物が、“ボブ”である。その後、シルヴァ演じる“ボブ”は、物語の進展において、重大な役割を果たす事となる。

##### 2種類の序章
リンチとフロストは、序章の制作にあたって、ABCばかりでなく、ワーナー・ホーム・ビデオとの間にも、契約を結ばねばならなかった。不足分の制作予算を調達するためである。その出資によって、ワーナー・ホーム・ビデオは、序章の国外配給権を獲得するに至る。
結果として、序章の制作においては、2種類の結末が用意される事となった。急遽、序章のみをもって完結する結末が追加撮影されたのである。本来の結末は、次回以降の長期展開を前提とするものであった。リンチとフロストは、『ツイン・ピークス』のシリーズ化を指向していたのだから、当然である。それに対して、ワーナー・ホーム・ビデオはあくまでも、一個の映画として序章を配給しようとした。まさか、『ツイン・ピークス』が爆発的人気を獲得して世界各国に放送されようとは、夢想だにしなかったのである。
リンチは不承不承であったものの、ワーナー・ホーム・ビデオの要求に応じて、国外配給用の結末を撮影する。直感および即興に任せ、一息に撮り上げたものであった。その内容は、思いのほか充実したものとなる。想像以上の完成度ゆえに、一連の場面は、シリーズ化にあたって再利用されるに至った。それこそが第2章に登場する、“赤い部屋”にまつわる場面であった。“ボブ”と同様、“赤い部屋”もまた、のちの『ツイン・ピークス』において、必要不可欠の存在となる。
以上の経緯ゆえに、序章については、テレビ放送用のオン・エア版と、国外配給・販売用のインターナショナル版が並存する事となった。その結果、オン・エア版は長きに渡り、ソフト化の機会を逸してしまう。ソフトとして流通するのは、あくまでも、ワーナー・ホーム・ビデオによるインターナショナル版だったのである。オン・エア版のソフト化は、2002年の『ファーストシーズン スペシャル・コレクターズ・エディション』発売をもって、ようやく実現する事となる。

#### ファースト・シーズン
序章の完成を受けて、ABCはまず、試写会を実施する。『ツイン・ピークス』のシリーズ化は、試写会での反応如何に懸かっていた。結果として、リンチとフロストは、更に7話分の製作許可を与えられるに至る。
リンチは当初、全7話の監督を予定したものの断念せざるを得なかった。『ワイルド・アット・ハート』の製作準備を、同時進行せねばならなかったのである。リンチの監督作品は、第2章のみにとどまった。
撮影は、1989年末にかけて実施された。製作拠点は、ワシントン州スノカルミーから、カリフォルニア州ロサンゼルスへと、移転する事となる。リンチ不在の間、複数の脚本家を束ねて、シリーズとしての整合性を調整したのは、フロストであった。
シリーズ化にあたっては、ローラ役のシェリル・リーが、マディ・ファーガソン役として再登場する事となった。当初のリーはあくまでも、物言わぬ死体役として採用されたに過ぎなかった。しかしながら、リンチによって才能を見い出された事で一転、1人2役での再起用が実現したのであった。その後、リーは、『ツイン・ピークス/ローラ・パーマー最期の7日間』において、ついに主演へと登りつめる。
1990年4月8日、序章を皮切として放送開始となったファースト・シーズンは瞬くうちに、高視聴率番組と化す。ABCは更に、フル・シーズン22話の追加製作を決定した。しかしながら、『ワイルド・アット・ハート』の製作に忙殺されていたリンチは、セカンド・シーズンの製作準備にほとんど関与できなかった。

#### セカンド・シーズン
セカンド・シーズンは1990年の初夏、撮影を開始する。初回にあたる第8章は序章と同様、リンチの監督による120分枠での特別放送と決した。
9月30日の放送開始と同時に、セカンド・シーズンもまた、熱狂をもって視聴者に迎えられる。しかしながらその熱狂こそが、皮肉にも番組制作の弊害と化してリンチとフロストの前に立ちはだかる事となる。ABCがローラ殺害犯の正体を一刻も早く明確にするよう要求してきたのである。背景には視聴者の不満があった。視聴者が毎週の放送を心待ちにするのは、言うまでもなくローラ殺害犯の正体を知りたいからである。にもかかわらず一向に事件は解決しない。その結果、大多数の視聴者が欲求不満に陥ってしまったのである。
リンチとフロストは、企画の初期段階において、既に真犯人を決定していたが、必ずしも事件解決を急がなかった。真犯人の素性よりも、むしろ、ローラを取り巻く人間関係にこそ、解明すべき謎を見い出していたのである。群像劇という基本設定が用意された所以もそこにある。しかしながら、ローラ殺害の謎は、あまりにも魅力的に過ぎた。だからこそ、いつまでも群像劇の背景へと押し込めておく事に視聴者やABCは納得できなかったのである。そうした不満に対して、リンチとフロストはついに抗しきれなかった。物語の中途であったものの、ローラ殺害犯の正体を明かさざるを得なかったのである。その秘密は、リンチの監督による第14章において、ついに、明かされるに至る。
事件解決を待ってフロストは、映画・『ストーリービル/秘められた街』監督のために制作を離脱する。これをもってオリジナル・シリーズは実質上、リンチとフロストの手を離れる事となる。以後、セカンド・シーズンの視聴率は、低下の一途をたどる。視聴者最大の関心事であった、ローラ殺害犯の正体が判明したのだから当然であった。ABCによる放送曜日の変更や放送休止の措置が、状況の悪化に拍車をかけた。リンチは記者会見などを通じて、セカンド・シーズンの待遇改善をABCに訴えたものの、それでもなお、事態の好転には繋がらなかった。
セカンド・シーズンの放送終了は、1991年6月10日の事である。第28章および第29章を2本立ての特別編として、一挙に放送したのが最終回となった。これをもって、オリジナル・シリーズの制作は中断される。ABCはサード・シーズンの制作許可をついに与えなかったのである。
第29章を監督すべく、リンチは第14章以来の現場復帰を果たす事となる。そうして撮り上げられた第29章は、これまでになく壮絶な内容であった。しかしながら、その結末はあくまでも、セカンド・シーズンの最終回であって、『ツイン・ピークス』そのものの完結編ではなかった。撮影時点でのリンチは、まだサード・シーズンの制作に一縷の希望をつないでいたのである。そして、続編製作の希望は『ツイン・ピークス/ローラ・パーマー最期の7日間』という形で実現するに至る。

### リミテッド・イベント・シリーズ
1992年公開の『ツイン・ピークス/ローラ・パーマー最期の7日間』は、世評においても興行収入においても失敗に終わる。その結果、リンチはドイツの映画誌において、『ツイン・ピークス』の制作終了を明言するに至る。実際、英国の製作会社・Phoenixmediaによって、『With a Thousand Angels』なる新作映画が企画された際も、リンチはついに制作許可を与えなかった。その一方で、“今でももう一度戻りたいと思うくらい、強烈な魅力がある”と、『ツイン・ピークス』への愛惜を吐露している。 
リンチとは対照的に、早くから『ツイン・ピークス』再開の希望を公にしていたのがフロストである。2005年には、デイル・クーパー役のカイル・マクラクランもまた、その意向を共有する旨が報道されている。しかしながら、具体的進展は、2014年まで、持ち越される事となる。
2014年10月7日、『ツイン・ピークス』の製作再開が公表された。それは物議を醸す中、満を持しての発表であった。3日前には、リンチとフロストがそれぞれのTwitterにおいて、“That gum you like is going to come back in style!（君の好きなガムが、また流行る）”という劇中の台詞を同時刻に引用していたのである。
オリジナル・シリーズは長期展開を指向したがために、結果として未完に終わった。それに対して新作は回数限定のスペシャル・ドラマ（リミテッド・イベント・シリーズ）として制作される事となった。放送予定の2016年は奇しくも、オリジナル・シリーズの放送終了から25年後にあたる。順調にいけば“25年後に、また会いましょう”という、第29章の台詞を実現するはずであった。しかしながら、リンチの降板宣言によって一転、制作そのものに暗雲が立ち込める。
リミテッド・イベント・シリーズの制作にあたってはABCに代わり、新たにショウタイムとの契約が締結された。しかしながら、16ヶ月にも及ぶ制作予算を巡る交渉は難航を極め、その結果、2015年4月5日、リンチはついにリミテッド・イベント・シリーズからの降板を表明したのであった。不幸中の幸いは、ショウタイムによる説得が奏功した事である。5月15日に至って、リンチは降板を撤回した。それに伴って、リミテッド・イベント・シリーズの放送開始は2017年5月21日に延期となる。再交渉の結果、放送回数が当初予定の9話から18話に倍増されたのである。
撮影は9月から、ワシントン州スノカルミーなどで実施された。この撮影によってリンチは、全編の監督というオリジナル・シリーズ以来の悲願を実現する事となる。編集にあたっては1個の映画と同様、全編を撮影した上で1話分ずつ分割する手法が採用された。リンチは18時間の長編映画として、リミテッド・イベント・シリーズを定義したのである。
2016年4月には、撮影終了に合わせて全出演者の名簿が公表された。その総数は217名にも及ぶ。しかしながら、オリジナル・シリーズの出演者にあっては、故人も少なくない。1995年9月13日には、“ボブ”役のフランク・シルヴァが、1996年12月30日には、ピート・マーテル役のジャック・ナンスが、2008年6月29日には、ガーランド・ブリッグス役のドン・S・デイヴィスが物故している。これらの故人については、オリジナル・シリーズの出演場面を再利用する事で哀悼に代えている。
例外は、2016年1月10日死去のデヴィッド・ボウイである。ボウイは、『ツイン・ピークス/ローラ・パーマー最期の7日間』において、フィリップ・ジェフリーズを演じた。このジェフリーズは、リミテッド・イベント・シリーズにおいても引き続き、重要な役割を果たす。そこで、既存映像の流用に加え、音声吹替という形でネイサン・フリッツェルが代役を務めた。
撮影終了後には、丸太おばさん（ログ・レディ）ことマーガレット・ランターマン役のキャサリン・E・コールソンが、2015年9月28日に、アルバート・ローゼンフィールド役のミゲル・フェラーが、2017年1月19日に、ウィリアム・ヘイワード役のウォーレン・フロストが、2017年2月20日に、カール・ロッド役のハリー・ディーン・スタントンが、2017年9月15日に、ノーマ・ジェニングス役のペギー・リプトンが、2019年5月11日に、他界している。

## 映画
『ツイン・ピークス/ローラ・パーマー最期の7日間』1992年公開。

## その他
- 丸太おばさん（ログ・レディ）ことマーガレット・ランターマンは、『ツイン・ピークス』誕生以前の1970年代に構想された存在であった。当時のリンチは、『イレイザーヘッド』の製作過程にあった。その一方で、テレビ・ドラマの主人公として発想したのが、ランターマンだったのである。リンチの構想によれば、その30分番組は不条理劇でありながら、一種の教育番組にもなりうるはずであった。配役についても、キャサリン・E・コールソンに任せる事を決定していた。コールソンは当初、女優として『イレイザーヘッド』に出演予定であった。肝心の出演場面が撮影中止となった後も、助監督として撮影助手などを兼務しつつ、製作支援にあたった[39]。

- セカンド・シーズン放送開始直前の1990年9月29日、『サタデー・ナイト・ライブ』がカイル・マクラクランを迎えて『ツイン・ピークス』のパロディ・コントを披露した。マクラクランの役どころは、もちろんデイル・クーパーである。とはいえ、本来ならばこれは他局の番組宣伝にあたる。『サタデー・ナイト・ライブ』は『ツイン・ピークス』を放送するABCではなく、NBCの製作番組なのである。しかしながらNBCとABCは、1個の放送局であった経緯がある。

- ジョージア（日本コカ・コーラ）において、1992年 - 1993年、『ツイン・ピークス』とのタイアップ・キャンペーンが実施された。これはクーパーの好物がコーヒーである事に由来する。リンチは日本のみでの放送を条件として、4種のテレビ・コマーシャルを監督した。その内容は、警視庁の刑事・斎藤健（演：菊池隆則）が、行方不明の婚約者・原麻美の捜索をクーパーに依頼するという物語仕立であった。キャンペーンにあたっては上記のテレビ・コマーシャルに加えて、“ジョージアに、まかせろ。”のキャッチ・フレーズによる広告や、32種類の特別仕様缶による販売が展開された。テレビ・コマーシャルについて、続編制作の予定も存在したものの、ジョージアの意向によって中止となった[40]。

## 受賞
- エミー賞（1990年度） - 編集賞、衣装賞。

- ゴールデン・グローブ賞（1991年度） - 作品賞、男優賞（カイル・マクラクラン）、助演女優賞（パイパー・ローリー）。

## 関連商品

### 書籍
※以下の書籍においては、オリジナル・シリーズおよびリミテッド・イベント・シリーズの内容に、相違する記述も見受けられる。
ツイン・ピークス ローラの日記
著：ジェニファー・リンチ 訳：飛田野裕子 発行：扶桑社、角川書店 発売日：1991年6月27日（扶桑社版）、2017年7月25日（角川書店版） ISBN 4-594-00764-3（扶桑社版）、ISBN 978-4041057438（角川書店版）
ハロルド・スミスに託された、ローラ・パーマーの日記帳を書籍化したもの。12歳を迎える1984年の誕生日から、殺害直前にかけてローラの真実を暴露する。
ツイン・ピークス クーパーは語る
著：スコット・フロスト 訳：飛田野裕子 発行：扶桑社 発売日：1991年11月28日 ISBN 4-594-00836-4
デイル・クーパーが録音してきた、膨大なるテープの内容を書籍化したもの。テープ・レコーダーを贈られた1967年のクリスマスから、ツイン・ピークス訪問直前にかけて、クーパーの半生をつまびらかにする。
Welcome to TWIN PEAKS ツイン・ピークスの歩き方
著：デイヴィッド・リンチ、マーク・フロスト、リチャード・ソール・ワーマン 訳：田中克己 発行：扶桑社 発売日：1992年3月1日 ISBN 4-594-00877-1
ツイン・ピークスの観光案内書。地域の成り立ち、名所や名物、住民の生い立ちなどを紹介する。
ツイン・ピークス シークレット・ヒストリー
著：マーク・フロスト 訳：藤田美菜子 発行：角川書店 発売日：2017年7月28日 ISBN 978-4041057452
ルース・ダヴェンポートの自宅アパートにて発見された文書に、タミー・プレストンが注釈を加えたもの。19世紀の開拓時代にさかのぼって、ツイン・ピークスの歴史が詳述される。
ツイン・ピークス ファイナル・ドキュメント
著：マーク・フロスト 訳：藤田美菜子 発行：角川書店 発売日：2017年12月22日 ISBN 978-4041057469
プレストンによる事件関係者の追跡調査を、書籍化したもの。オリジナル・シリーズ以降、リミテッド・イベント・シリーズにかけての空白部分を補完する。

### CD
ツイン・ピークス
発売：ワーナー・ブラザーズ 発売日：1990年9月11日
オリジナル・シリーズのサウンドトラック。
ピークス・マニアEP
発売：ダブリューイーエー・ジャパン 発売日：1992年5月25日
オリジナル・シリーズのサウンドトラック。ジュリー・クルーズによる劇中歌を中心とする。クルーズの来日記念盤として発売された。
ツイン・ピークス（Limited Event Series Soundtrack）
発売：ワーナーミュージック・ジャパン 発売日：2017年9月27日
リミテッド・イベント・シリーズのサウンドトラック。BGMとして使用されたインストゥルメンタル曲を中心とする。
ツイン・ピークス（Music from the Limited Event Series）
発売：ワーナーミュージック・ジャパン 発売日：2017年9月27日
リミテッド・イベント・シリーズのサウンドトラック。出演ミュージシャンによるヴォーカル曲を中心とする。

### DVD
ツイン・ピークス ファーストシーズン スペシャル・コレクターズ・エディション
発売：パラマウント・ホーム・エンタテインメント・ジャパン 発売日：2002年10月25日
オリジナル・シリーズのうち、序章（オン・エア版）およびファースト・シーズンを収録する。
ハイビジョンテレシネによるマスタリングと、英語音声のみであるものの、5.1chサラウンドが施される。加えて、映像特典を同時収録する。
ツイン・ピークス セカンド・シーズンPart1 スペシャル・コレクターズ・エディション
ツイン・ピークス セカンド・シーズンPart2 スペシャル・コレクターズ・エディション
発売：パラマウント・ジャパン株式会社 発売日：2007年11月9日
オリジナル・シリーズのうち、それぞれ、セカンド・シーズンの前半・11話分と、後半・11話分を収録する。映像および英語音声は、後述する『ゴールド・ボックス』と同一の内容である。加えて、映像特典を同時収録する。
ツイン・ピークス ゴールド・ボックス
発売：パラマウント・ジャパン株式会社 発売日：2007年11月9日、2012年7月13日（セカンド・エディション）
序章（オン・エア版およびインターナショナル版）を含む、オリジナル・シリーズの全話を収録する。映像には、リンチの監修によるデジタルリマスターが、英語音声には、5.1chサラウンドが施されている。映像特典に加えて、封入特典が付属する。のちに、セカンド・エディションと称して、Amazon限定での再発売がなされた。
ツイン・ピークス リミテッド・イベント・シリーズ DVD-BOX
発売：NBCユニバーサル・エンターテイメントジャパン 発売日：2018年7月4日
リミテッド・イベント・シリーズおよび映像特典を収録する。
ツイン・ピークス DVD ザ・テレビジョン・コレクション
発売：NBCユニバーサル・エンターテイメントジャパン 発売日：2020年2月27日
オリジナル・シリーズ、リミテッド・イベント・シリーズ、映像特典を収録する。
収録内容は一部特典を除外して、上記の『ゴールド・ボックス』および『リミテッド・イベント・シリーズ DVD-BOX』と同一である。

### Blu-ray
ツイン・ピークス 完全なる謎
発売：パラマウント・ジャパン株式会社 発売日：2014年7月29日
序章（オン・エア版およびインターナショナル版）を含む、オリジナル・シリーズの全話に加えて、『ツイン・ピークス/ローラ・パーマー最期の7日間』を収録する。映像のデジタルリマスターおよびパッケージ・デザインは、リンチの監修による。映像特典・封入特典を同時収録する。
ツイン・ピークス コンプリート・オリジナルシリーズ
発売：NBCユニバーサル・エンターテイメントジャパン 発売日：2017年5月24日
序章（オン・エア版およびインターナショナル版）を含むオリジナル・シリーズの全話に加えて、映像特典を収録する。
ツイン・ピークス リミテッド・イベント・シリーズ Blu-ray BOX
発売：NBCユニバーサル・エンターテイメントジャパン 発売日：2018年7月4日
リミテッド・イベント・シリーズおよび映像特典を収録する。パッケージ・デザインは、リンチの監修による。
ツイン・ピークス Blu-ray ザ・テレビジョン・コレクション
発売：NBCユニバーサル・エンターテイメントジャパン 発売日：2020年2月27日
オリジナル・シリーズ、リミテッド・イベント・シリーズ、映像特典を収録する。
収録内容は、上記の『コンプリート・オリジナルシリーズ』および『リミテッド・イベント・シリーズ Blu-ray BOX』と同一である。
ツイン・ピークス From Z to A Blu-ray BOX
発売：NBCユニバーサル・エンターテイメントジャパン 発売日：2020年2月27日
オリジナル・シリーズ、リミテッド・イベント・シリーズ、『ツイン・ピークス/ローラ・パーマー最期の7日間』に加えて、映像特典を収録する。
上記の『コンプリート・オリジナルシリーズ』、『リミテッド・イベント・シリーズ Blu-ray BOX』、『完全なる謎』の収録内容に、新規特典が追加される。
25000セットのみの限定販売である。日本においては、Amazon限定商品として、1000セットを販売する。